# René Wenzel
René Wenzel (født 20. april 1960 i København) er en dansk forhenværende cykelrytter, og nuværende træner og konsulent. Han er ligeledes cykelkommentator hos Eurosport.
Han var i flere år sportsdirektør og træner for det amerikanske cykellandshold.